# Seznam zgodovinskih filmov
Seznam zgodovinskih filmov.

## 0-9
- 300 (300, 2006)

## A
- Alamo (The Alamo, 2004)
- Aleksander (Alexander, 2004)
- Amistad (Amistad, 1997)
- Apollo 13 (Apollo 13, 1995)

## B
- Ben-Hur (1959)
- Bitka na Neretvi (1969)

## C
- Cid (El Cid, 1961)

## D
- Dogodivščine Robina Hooda (The Adventures of Robin Hood, 1961)

## G
- Gladiator (Gladiator, 2000)

## I
- Ivana Orleanska (The Messenger: The Story of Joan of Arc, 1999)

## J
- JFK (JFK, 1991)

## K
- Kellyjevi junaki (Kelly's Heroes)
- Kleopatra (Cleopatra, 1963)
- Kralj Artur (King Arthur, 2004)

## L
- Lawrence Arabski (Lawrence of Arabia, 1962)

## M
- Malcolm X (Malcolm X, 1992)
- Motoristov dnevnik (The Motorcycle Diaries, 2004)
- München (Munich, 2005)

## N
- Nebeško kraljestvo (Kingdom of Heaven, 2005)

## P
- Patriot (The Patriot, 2000)
- Patton (Patton, 1970)
- Pianist (The Pianist, 2002)
- Pisma z Iwo Jime (Letters from Iwo Jima, 2006)
- Pogumno srce (Braveheart, 1995)
- Polja smrti (The Killing Fields, 1984)
- Poslednji samuraj (The Last Samurai, 2003)
- Propad (Der Untergang, 2004)

## R
- Reševanje vojaka Ryana (Saving Private Ryan, 1998)
- Rob Roy (Rob Roy, 1995)

## S
- Schindlerjev seznam (Schindler's List, 1993)
- Sestreljeni črni jastreb (Black Hawk Down, 2001)
- Slava (Glory, 1989)
- Spartak (Spartacus, 1960)

## T
- Troja (Troy, 2004)

## V
- Vikingi (The Vikings, 1958)

## W
- Wyatt Earp (Wyatt Earp, 1994)

## Z
- Zadnji kitajski cesar (The Last Emperor, 1987)
- Zadnji škotski kralj (The Last King of Scotland, 2006)
- Zastave naših očetov (Flags of Our Fathers, 2006)